# Дудка Микола Миколайович
Микола Миколайович Дудка (9 травня 1901, Ржищів — 31 жовтня 1988, Київ) — Герой Радянського Союзу, в роки німецько-радянської війни командир відділення 2-го гвардійського окремого моторизованого понтонно-мостового батальйону 4-ї понтонно-мостової бригади 8-ї гвардійської армії 3-го Українського фронту, гвардії молодший сержант.

## Біографія
Народився 9 травня 1901 року в селищі Ржищеві (тепер місто Кагарлицького району Київської області) в сім'ї робітника. Українець. Член КПРС з 1944 року. Закінчивши початкову школу, працював матросом на річкових суднах та на рятувальній станції пристані Ржищів Дніпровського пароплавства.
У 1921 році призваний до лав Червоної Армії. У 1924 році демобілізувався. Вдруге призваний в 1941 році. У боях німецько-радянської війни з липня 1941 року. Воював на Південно-Західному, Сталінградському, 2-му Українському, 3-му Українському і 2-му Білоруському фронтах.
Відзначився 26—28 жовтня 1943 року: на понтоні зробив 20 рейсів і переправив на острів Хортицю на Дніпрі в Запоріжжі стрілецьку підрозділ. У критичний момент бою на плацдармі підняв бійців у контратаку. Був поранений, але залишився в строю.
Указом Президії Верховної Ради СРСР від 22 лютого 1944 року за мужність і героїзм, проявлені при форсуванні Дніпра і утриманні плацдарму на його правому березі гвардії молодшому сержанту Миколі Миколайовичу Дудці присвоєно звання Героя Радянського Союзу з врученням ордена Леніна і медалі «Золота Зірка» (№ 2715).

Могила Миколи Дудки

У 1945 році старшина М. М. Дудка демобілізувався. До 1979 року працював на Дніпрі першим помічником капітана, потім капітаном пожежного судна «Бдительный». Жив у Києві. Помер 31 жовтня 1988 року. Похований на Лук'янівському військовому кладовищі (ділянка № 13).
Нагороджений орденом Леніна, орденом Вітчизняної війни 1-го ступеня, медалями.
На його честь названий прогулянковий теплохід, який курсує Дніпром в межах Києва.